# Charlie Patino
Charlie Michael Patino (Watford, 17 oktober 2003) is een Engels-Spaans voetballer die doorgaans speelt als middenvelder. In augustus 2024 verruilde hij Arsenal voor Deportivo La Coruña.

## Clubcarrière
Patino speelde in de jeugd van St Albans City en via Luton Town kwam hij in 2015 op elfjarige leeftijd terecht in de jeugdopleiding van Arsenal. Hij zat op 21 december 2021 voor het eerst in de wedstrijdselectie van het eerste elftal. Vanaf de bank zag hij Eddie Nketiah en Nicolas Pépé Arsenal in de EFL Cup op voorsprong zetten tegen Sunderland, waarna die club wat terugdeed via Nathan Broadhead. Nketiah scoorde nog twee keer, waarna Patino van coach Mikel Arteta mocht invallen voor Emile Smith Rowe. In de blessuretijd besliste de debutant de uitslag nog op 5–1.
In de rest van het seizoen 2021/22 speelde Patino nog een bekerwedstrijd, waarna hij in de zomer van 2022 voor een jaar verhuurd werd aan Blackpool. Na zijn jaargang bij Blackpool werd de middenvelder opnieuw verhuurd aan een club in het Championship, ditmaal Swansea City. Patino verliet Arsenal definitief in augustus 2024, toen hij voor circa 1,2 miljoen euro naar Deportivo La Coruña verkaste en daar voor vier jaar tekende.

## Clubstatistieken
| Seizoen | Club                | Competitie       | Competitie | Competitie | Beker | Beker | Internationaal | Internationaal | Totaal | Totaal |
| Seizoen | Club                | Competitie       | Wed.       | Dlp.       | Wed.  | Dlp.  | Wed.           | Dlp.           | Wed.   | Dlp.   |
| ------- | ------------------- | ---------------- | ---------- | ---------- | ----- | ----- | -------------- | -------------- | ------ | ------ |
| 2021/22 | Arsenal             | Premier League   | 0          | 0          | 2     | 1     | —              | —              | 2      | 1      |
| 2022/23 | → Blackpool         | Championship     | 34         | 2          | 3     | 1     | —              | —              | 37     | 3      |
| 2023/24 | → Swansea City      | Championship     | 33         | 3          | 2     | 1     | —              | —              | 35     | 4      |
| 2024/25 | Deportivo La Coruña | Segunda División | 0          | 0          | 0     | 0     | —              | —              | 0      | 0      |
| Totaal  | Totaal              | Totaal           | 67         | 5          | 7     | 3     | 0              | 0              | 74     | 8      |

Bijgewerkt op 3 september 2024.